# Ewald Berge
Ewald Berge (* 15. November 1891 in Zittau; † 27. Juli 1974 in Gießen) war ein deutscher Veterinärmediziner und Hochschullehrer.

## Leben
Berge studierte von 1911 bis 1919 – unterbrochen durch die Teilnahme am Ersten Weltkrieg – Veterinärmedizin an der Tierärztlichen Hochschule Dresden und der Justus-Liebig-Universität Gießen. Während seines Studiums wurde er 1911 Mitglied der Landsmannschaft Alemannia Dresden. 1919 promovierte er als Assistent der Chirurgischen Klinik der TÄH Dresden zum Dr. med. vet. in Verbindung mit der Medizinischen Fakultät der Universität Leipzig, da die TÄH Dresden ab 1907 ein besonders geregeltes Promotionsrecht besaß. Nach der 1923 erfolgten Schließung der TÄH Dresden und Gründung als Veterinärmedizinische Fakultät an der Universität Leipzig habilitierte sich Berge hier 1925 mit einer Arbeit zur Röntgendiagnostik des Hundes und wurde im selben Jahr Privatdozent für Veterinärchirurgie. 1928 erhielt er eine nichtplanmäßige außerordentliche Professur für Veterinärchirurgie und 1930 eine ordentliche Professur für Veterinärchirurgie und Operationslehre an der Veterinärmedizinischen Fakultät der Universität Leipzig. In seiner Leipziger Zeit unterzeichnete Berge im November 1933 das Bekenntnis der deutschen Professoren zu Adolf Hitler, er beantragte am 24. September 1937 die Aufnahme in die NSDAP und wurde rückwirkend zum 1. Mai desselben Jahres aufgenommen (Mitgliedsnummer 5.171.894). Dies war ein Grund für seine Entlassung im Zuge der Entnazifizierung 1945.
Nach einigen Jahren als praktischer Tierarzt in Oberbayern folgte Berge 1949 dem Ruf der Hochschule, ab 1957 Justus-Liebig-Universität Gießen auf den Lehrstuhl für Veterinärchirurgie, den er bis zur Emeritierung 1960 innehatte. Spezialgebiete waren noch Augenheilkunde und Röntgenologie. Berge war Gründungsmitglied der Deutschen Veterinärmedizinischen Gesellschaft. 1965 gründete er die Ewald und Hilde Berge-Stiftung zur Förderung des akademischen Nachwuchses im Bereich des Fachbereichs Veterinärmedizin der JLU Gießen.

## Ehrungen
- 1940 Mitglied der Deutschen Akademie der Naturforscher Leopoldina (seit 1940)
- 1955 Ehrenpromotion zum Dr. med. vet. h. c. durch die Veterinärmedizinische Fakultät der Universität Leipzig.